# Axel Knoch
Axel Knoch, född 20 juni 1867 i Kristinehamn, död 22 april 1932 i Stockholm, var en svensk konstnär och direktör. 
Han är son till handlaren R. Knoch och från 1914 gift med Maria Ottilana Jansson.
Knoch studerade konst vid Tekniska skolan i Stockholm samt deltog i den Tallbergska grafikkursen 1895-1896. Han övergick till att arbeta inom det merkantila området och slutade som direktör för Svenska vinkompaniet i Stockholm,
Knoch är representerad i Kungliga biblioteket med en etsning. 